# Supernova
Supernova je zvezdana eksplozija tokom koje se izbacuje ogromna energija za izuzetno kratak vremenski period. Sjaj zvezde se može povećati i do više miliona puta u odnosu na sjaj pre eksplozije. Posle eksplozije sjaj postepeno opada tokom nedelja i meseci. Supernova u jednom kratkom roku može da zaseni svojim sjajem celu svoju galaksiju. Suncu bi bilo potrebno oko 10 milijardi godina da proizvede količinu energije jedne prosečne supernove tipa II.
"Nova" je latinska reč koja znači "nov", i termin se odnosi na zvezdu koja se iznenada pojavila (postala vidljiva) na nebeskom svodu. Prefiks "super" se dodavao pri pojavi nove izuzetnog sjaja (veći u odnosu na većinu novih). Razvojem astronomije, shvatilo se da su mehanizmi nastajanje novih i supernovih različiti.

## Podela
Postoji nekoliko različitih tipova supernova.
Supernova tipa II je eksplozija masivne zvezde (masa preko 10 masa Sunca) koja tako završava svoju evoluciju. U poslednjim fazama proizvodnje energije nuklearnom fuzijom u svome jezgru zvezda postaje nestabilna, jer ne može da proizvede dovoljno energije da se suprotstavi svojoj sopstvenoj masi. Usled toga zvezda doživi kolaps pod uticajem sile sopstvene gravitacije. Posle eksplozije ostaje zvezdani ostatak u vidu neutronske zvezde (pulsar) ili crne rupe. Više od 90% ukupne izbačene energije pri eksploziji se izbaci preko neutrina, a samo mali deo ode kao svetlost i mehanička energija.
Drugačiji način nastanka supernove ima supernova tipa Ia. Mehanizam je da se beli patuljak nalazi u dvojnom sistemu sa zvezdom koja je u završnom fazama svog puta na HR dijagramu, u fazi crvenog džina. Kako zvezda kad uđe u fazu crvenog džina naglo poveća svoju zapreminu, materijal sa nje polako prelazi na belog patuljka koji na taj način povećava svoju masu. U jednom trenutku njegova masa dolazi do Čandrasekarove granice, i na njemu odjednom počinje nekontrolisana nuklearna fuzija vodonika koja će ga potpuno uništiti u ogromnoj eksploziji. Ovaj tip supernove je različit od površinske termonuklearne eksplozije na belim patuljcima, koja izaziva jednu podvrstu novih.
U oba slučaja supernova (tip II i tip Ia) rezultujuća eksplozija izbacuje većinu ili sav zvezdani materijal ogromnom silom. Supernova tipa Ia dostiže veću apsolutnu magnitudu od supernove tipa II.
Drugi tipovi supernovih su supernove tipa Ib i supernove tipa Ic.
Eksplozija šalje udarne talase u okolni međuzvezdani prostor u kome se raznosi zvezdana materija. Ova materija formira maglinu oko ostataka supernove.

## Poznate supernove
Tokom istorije u našoj Galaksiji dokumentovane su najmanje tri pojave supernovih. Stari Kinezi su zapisali da su videli supernovu 1054. godine. Pojavila se sjajna zvezda koja se mogla uočiti čak i po dnevnom svetlu. Danas ostatke ove eksplozije poznajemo, i to je maglina Krab u sazvežđu Bika. Naredna supernova je zabeležena 1572. godine i poznata je kao Tiho Brahejeva zvezda. Naredna, Keplerova supernova, kako se naziva, pojavila se na nebu 1604. godine. U galaksiji veličine Mlečnog puta statistički trebalo bi da se dogodi prosečno jedna supernova svakih 100 godina. Ipak, poslednja supernova u Mlečnom putu za koju mi znamo se dogodila pre više od 4 veka. Veliki deo Galaksije mi ne možemo videti usled apsorpcije prašinom koje najviše ima u pravcu središta Mlečnog puta. Ali, ipak, astronomi već dugo čekaju da konačno vidimo eksploziju supernove u našoj Galaksiji.
1987. godine u satelitu Mlečnog puta, Velikom Magelanovom oblaku, dogodila se supernova koja nosi naziv Supernova 1987a. To je do sad najbliža supernova koju su naučnici mogli da posmatraju pomoću savremenih instrumenata.
Tokom jedne godine uoče se nekoliko desetina supernovih u drugim galaksijama.

## Istorija posmatranja
U poređenju sa celokupnom istorijom zvezde, vizuelna pojava supernove je veoma kratkotrajna, ponekad traje nekoliko meseci, tako da su šanse da se jedna supernova posmatra golim okom otprilike jednom u životu. Samo mali deo od 100 milijardi zvezda u tipičnoj galaksiji ima kapacitet da postane supernova, što je ograničeno zahtevom za velikom masom i retkom vrstom binarnih zvezda koje sadrže bele patuljke.

### Rana otkrića
Najraniju moguću zabeleženu supernovu, poznatu kao HB9, mogli su da vide nepoznati praistorijski ljudi Indijskog potkontinenta, a zatim je zabeležena na rezbarenoj steni pronađenoj u regionu Burzahama u Kašmiru, datovanoj u 4500±1000 godina pre nove ere. Kasnije su kineski astronomi dokumentovali SN 185 185. godine nove ere. Najsjajnija zabeležena supernova bila je SN 1006, koja se dogodila 1006. godine nove ere u sazvežđu Lupus. Ovaj događaj opisali su posmatrači širom Kine, Japana, Iraka, Egipta i Evrope. Široko posmatrana supernova SN 1054 proizvela je Rakova maglinu.
Supernove SN 1572 i SN 1604, najnovije koje su posmatrane golim okom u galaksiji Mlečni put, imale su značajan uticaj na razvoj astronomije u Evropi jer su korišćene za argumentaciju protiv Aristotelove ideje da je svemir iza Meseca i planete je bio statičan i nepromenljiv. Johan Kepler je počeo da posmatra SN 1604 na njenom vrhuncu 17. oktobra 1604. i nastavio da procenjuje njenu svetlost sve dok nije izbledela iz vida golim okom godinu dana kasnije. Bila je to druga supernova koja je posmatrana u toj generaciji, nakon SN 1572 koju je Tiho Brahe video u Kasiopeji.
Postoje izvesni dokazi da se najmlađa galaktička supernova, G1.9+0.3, pojavila krajem 19. veka, znatno novija od Kasiopeje A iz oko 1680. godine. Nijedna supernova tada nije zabeležena. U slučaju G1.9+0.3, veliko izumiranje prašine duž ravni naše galaksije moglo je dovoljno zatamniti događaj da ostane neprimećen. Situacija za Kasiopeju A je manje jasna; Detektovani su eho infracrvene svetlosti koji pokazuje da nije bio u oblasti posebno velikog izumiranja.

## Literatura
- Branch, D.; Wheeler, J. C. (2017). Supernova Explosions. [Springer]. ISBN 978-3-662-55052-6. A research-level book, 721 pages
- „Introduction to Supernova Remnants”. NASA/GSFC. 2007-10-04. Архивирано из оригинала 28. 05. 2020. г. Приступљено 2011-03-15.
- Bethe, H. A. (1990). „Supernovae”. Physics Today. 43 (9): 736—739. Bibcode:1990PhT....43i..24B. doi:10.1063/1.881256.
- Croswell, K. (1996). The Alchemy of the Heavens: Searching for Meaning in the Milky Way. Anchor Books. ISBN 978-0-385-47214-2. A popular-science account.
- Filippenko, A. V. (1997). „Optical Spectra of Supernovae”. Annual Review of Astronomy and Astrophysics. 35: 309—355. Bibcode:1997ARA&A..35..309F. doi:10.1146/annurev.astro.35.1.309. An article describing spectral classes of supernovae.
- Takahashi, K.; Sato, K.; Burrows, A.; Thompson, T. A. (2003). „Supernova Neutrinos, Neutrino Oscillations, and the Mass of the Progenitor Star”. Physical Review D. 68 (11): 77—81. Bibcode:2003PhRvD..68k3009T. arXiv:hep-ph/0306056 . doi:10.1103/PhysRevD.68.113009. A good review of supernova events.
- Hillebrandt, W.; Janka, H.-T.; Müller, E. (2006). „How to Blow Up a Star”. Scientific American. 295 (4): 42—49. Bibcode:2006SciAm.295d..42H. PMID 16989479. doi:10.1038/scientificamerican1006-42.
- Woosley, S. E.; Janka, H.-T. (2005). „The Physics of Core-Collapse Supernovae”. Nature Physics. 1 (3): 147—154. Bibcode:2005NatPh...1..147W. CiteSeerX 10.1.1.336.2176 . arXiv:astro-ph/0601261 . doi:10.1038/nphys172.
- Joglekar, H.; Vahia, M. N.; Sule, A. (2011). „Oldest sky-chart with Supernova record (in Kashmir)” (PDF). Purātattva: Journal of the Indian Archaeological Society (41): 207—211. Приступљено 29. 5. 2019.
- Chin, Y.-N.; Huang, Y.-L. (септембар 1994). „Identification of the guest star of AD 185 as a comet rather than a supernova”. Nature (на језику: енглески). 371 (6496): 398—399. Bibcode:1994Natur.371..398C. ISSN 0028-0836. S2CID 4240119. doi:10.1038/371398a0.
- Zhao, Fu-Yuan; Strom, R. G; Jiang, Shi-Yang (октобар 2006). „The Guest Star of AD185 must have been a Supernova”. Chinese Journal of Astronomy and Astrophysics. 6 (5): 635—640. Bibcode:2006ChJAA...6..635Z. ISSN 1009-9271. doi:10.1088/1009-9271/6/5/17.
- Stothers, Richard (1977). „Is the Supernova of AD 185 Recorded in Ancient Roman Literature”. Isis. 68 (3): 443—447. S2CID 145250371. doi:10.1086/351822.
- Magazine, Smithsonian; Zielinski, Sarah. „The First Supernova”. Smithsonian Magazine (на језику: енглески). Приступљено 2021-09-21.

## Dodatna literatura
- Gamezo, Vadim N.; Khokhlov, Alexei M.; Oran, Elaine S.; Chtchelkanova, Almadena Y.; Rosenberg, Robert O. (2003). „Thermonuclear Supernovae: Simulations of the Deflagration Stage and Their Implications”. Science. 299 (5603): 77—81. PMID 12446871. arXiv:astro-ph/0212054 . doi:10.1126/science.1078129.
- Beacom, J. F. (1999). „Supernova Neutrinos and the Neutrino Masses”. Revista Mexicana de Fisica. 45 (2): 36. Bibcode:1999RMxF...45...36B. arXiv:hep-ph/9901300 .

## Spoljašnje veze
- Supernova produces cosmic rays
- The SAI Supernova Catalog - a searchable catalog at Sternberg Astronomical Institute, Moscow University
- Center for Astronomy list of supernovae
- The Asiago Supernova Catalogue, a list of supernovae reported since 1885
- The Astronomer's Telegram Supernova RSS Feed
- List of bright supernovae, including finding charts
- The SNEWS project (SuperNova Early Warning System) uses neutrino detectors to build a network that will (hopefully) provide advance notice of a supernova explosion
- A technical review article on Type Ia supernovae
- An animation of a supernova explosion
- A movie explaining the supernova process using Lite Brite diagrams
- The Nearby Supernova Factory - a project that attempts to find and catalog Type Ia supernovae in nearby galaxies to better understand the phenomenon
- Explosive Debate: Supernova Dust Lost and Found
- Enigmatic object baffles supernova team Архивирано на веб-сајту  (24. децембар 2007)
- Astronomers See Future Supernova Developing (SpaceDaily) Jul 25, 2006